# Датога
Датога (на английски: Datooga; на суахили: Wadatoga) е широко разпръсната етническа група от сродни племена, обитаващи различни места в планинските области на Танзания. Много близките до тях календжин и омотик, с които се предполага, че имат общ произход, живеят в планините на Кения. В езиково и културно отношение спадат към южните планински нилотски народи. Трудно е да се уточни броят им, тъй като са пръснати неравномерно из цялата страна. По данни за 1993 г. се счита, че населението на племената датога наброява между 150 000 и 200 000 души. През 2010 г. това население е уточнено на около 113 000 души.

## Етноними
Името на етническата група може да се срещне в различни варианти:
- Датога (Datooga, Datoga) – варианти на самоназванието
- Татога (Tatooga) – вариант на датога
- Татуру (Taturu) – така са наричани от племето сукума
- Мангати (Mang'ati, Wadatoga) – на суахили. Масаите използват това име за датога, което на техния език означава „врагове“.

Понякога неправилно са наричани барабейг (Barabaig), което всъщност е названието на най-голямото племе, влизащо в състава на етническата група датога.

## Състав
В състава на групата влизат следните седем племена:
- Барабейг (барабейга, барабейк, барбейг) (barabaig)– най-голямата и най-многолюдна група, която населява северните планински и вулканични зони на страната, доминирани от планината Хананг. Планината е свещена за племето и голяма част от митологията му е свързана с нея. В някои трудове барабейг се разглеждат като отделна етническа група, която обаче говори на езика датога.[3]
- Бейджута (Bajuta)
- Гисамджанга (Gisamjanga), наричани още кисамадженг или гисамадженг
- Цимаджига (Tsimajeega) – алтернативна название исимиджига
- Рутигонга (Rootigaanga) – синоним – рутидженга
- Бурадига (Buraadiiga)
- Бианджиида (Bianjiida, Utatu) – известни още като ютатю

## Език
Езикът датога и всички негови диалекти спада към групата на южните нилотски езици. Съществуват седем диалекта, съответстващи на всяка от племенните групи. Най-разпространен е диалектът барабейг, който се говори от повече от половината племена от етническата група. Около 20% от племената говорят на кушитския език на техните южни съседи ираку. Само около 5% знаят и ползват суахили, официалния национален език на Танзания, което допълнително засилва тяхната изолация. Съществува създадена писменост, която се различава съществено от тази на суахили. Обучението в училищата се провежда само на суахили и цялата административна документация се пише също на суахили. За 2000 г. броят на хората, ползващи езика датога и неговите диалекти е уточнен на 87 800.
Най-близо до езика датога е езика омотик, ползван от малка племенна група в Северна Танзания и Кения. Племето омотик (доробо) е тясно свързано с датога както в езиково, така и в културно отношение.

## Местообитаване
Племената датога живеят в планински и полупустинни райони в Северна Танзания. Концентрирани са в регионите Сингида, Маняра и окръзите Хананг и Мбулу на регион Аруша, но освен това има малки разпръснати групи из цялата страна. Част от тях обитават бреговете на езерата Маняра и Басоту в същия ареал. По данни за 1996 г. в окръг Хананг живеят около 30 000 датога. Най-голямото племе барабейг обитава терените около планината Хананг, четвъртата по височина планина в Танзания, чийто връх се издига на 3418 m над Източноафриканската рифтова долина. Датога с полу-номадския си начин на живот все по-често са измествани от други племена, или заради политиката на страната и заемат пространства с ограничен достъп до обработваема земя и вода, както и до основни социални услуги. Много често имат сериозен проблем с намирането на вода, която понякога отстои на големи разстояния от селищата им и не е достатъчно чиста. Някои от тях през последните 150 години са заемали територии в планините Мбулу, въпреки че са мигрирали на няколко пъти заради масаите и други етнически групи в района. Поради спорове за земеползване и загуба на собствените си обработваеми земи, някои полу-номадски датога в последно време са се придвижили на юг, достигайки до южните регионите на страната – Морогоро, Додома и дори Мбея. Това разпръсване на племената по цялата територия на Танзания прекъсва връзките между тях и има опасност те постепенно да загубят корените и идентичността си.

## История

### Ранна история
Много малко е известно за ранната история на племената датога. Пътят на тяхната миграция е възстановен от изследвания на устните предания на племената и техните съседи и сравнителното езикознание. Смята се, че са част от големия миграционен поток на нилотските народи на юг срещу течението на река Нил. Предполага се, че произхождат от Южен Судан и западните планински земи на Етиопия и са мигрирали в настоящия си ареал преди около 3000 години. Постепенното придвижване на юг на техните прародители е довело до заселването им в планинските територии на Танзания. Започнали са да се занимават със земеделие и животновъдство на тези места приблизително през 15 век пр.н.е. При пристигането си мигриращата група планински нилоти се е разделила на две основни подгрупи – календжин, заселили се в Кения и говорещи на няколко сродни помежду си езика и датога, чийто език е родствен, но не толкова близък до този на календжин. Откъснати са от останалите планински нилоти от по-късно преселилите се по тези места племена банту. Сходни са с останалите нилотски народи – равнинните нилоти самбуру, масаи и карамаджонг-туркана и речните нилоти от групата луо.

### Колониален период
През колониалния период на датога се е гледало като на примитивни хора, варвари и диваци. Това отношение е демонстрирано чрез публични екзекуции, хвърляне в затвора, насилствено записване в армията, налагане на глоби върху стадата и дискриминационно отношение при разпределяне на държавните ресурси.

### Следколониален период
След колониалния период политиката на страната спрямо датога претърпява коренна промяна. Съществува стремеж към социализиране и приобщаване на племената, изграждане на селища за тях, развитие на здравеопазването и образованието. Насърчава се механизацията на селскостопанския труд във фермите. В изградените училища обаче обучението става само на суахили.
Периодът между края на 1960 и края на 1980 г. бележи голяма промяна в обикновено мирните отношения на датога със съседните племена. Различията между тях се задълбочават с течение на времето в резултат на колониалната политика, която е създала разлики в силата и богатството между различните етнически общности. През 1968 г. насилието ескалира и се стига до въоръжени сблъсъци. Един от първите публикувани случаи от този период е смъртта на един учител през 1968 г. в района на Хананг, за която са обвинени датога. В резултат правителствените войски са изпратени с нареждането да арестуват всички мъже от племето барабейг. Докладите оттогава доказват, че войската унищожава домовете, изнасилва жените и краде добитъка им и други вещи. В крайна сметка Джулиъс Ниерере разпорежда освобождаването на мъжете, но срещу войниците не са предприети никакви наказателни мерки.
През 1970 г. започва т.нар. „Операция барабейг“. Провеждат се срещи между датога и представители на държавната власт, след което част от членовете на племената са насилствено изселени от домовете им и настанени в специално изградени села. Техните земи са завзети и използвани за селскостопански нужди от други етнически групи. Официалната политика на държавата предвижда промяна на начина на земеползване на териториите на датога, което довежда до сериозни конфликти и междуетнически сблъсъци с голямо количество жертви и пострадали. През 1970 г. в Танзания започва да се прилага „Канадския житен проект“ (TCWP), предвиждащ разчистване на част от горите в окръг Хананг и засяването на житни култури, който отново засяга териториите на датога. Целта е да се увеличат селскостопанските земи и производството на храни. В периода от 1970 до 1980 г. за тази цел са отделени 100 000 акра. Датога губят част от земите си за паша, както и една зона, в която са погребани техни деди и се смята от племената за свещена. При разчистването на терените няколко от гробовете са унищожени. През 1973 г. в деня, в който служители на TCWP изнасилват две жени датога, са унищожени още гробове. Това предизвиква нов конфликт и масови протести, в които се включват стотици жени. Правителството нарежда арест на подстрекателите на протестите и изпраща срещу тях войски, въоръжени с пушки и сълзотворен газ. Въпреки това в протестите се включват още хора. Следва нова конфискация на земите на датога и на добитъка им. Конфискуваните земи бързо се заемат от съседните племена ираку, туру и ирамба. Продължилият модел на насилие срещу датога предизвиква реакция от чуждестранните и танзанийски организации, защитаващи човешките права. Във връзка с всички тези процеси, както и увеличаването на населението в райони с ограничени ресурси, недоверието и насилието между датога и съседните племена все повече ескалира. Увеличава се и напрежението между тях и правителството на Танзания.
По време на сушата през 1976 г. много мъже датога, както и една млада жена барабейг са убити от племето туру (нятуру). Убийствата предизвикват паника и гняв у датога, а напрежението се усилва до взривоопасна точка. Когато датога откриват кражба на техни хранителни продукти от членове на същото племе, те убиват всички хванати в кражба мъже на туру. Правителството на Танзания реагира, като арестува голямо количество мъже от племето и конфискува стотици глави едър рогат добитък. Последните от арестуваните мъже са освободени през 1994 г. след около 20 години затвор.
През 1985 г. нападенията за вземане на чужд едър рогат добитък между датога и племето сукума се увеличават и постепенно прерастват в по-сериозни конфликти. На страната на сукума се присъединяват племената ирамба и туру, а други кланове, включително и барабейг пристигат на помощ на датога. Битките обаче са твърде неравни, тъй като датога се бият с копия, тояги и стрели, а сукума и съюзниците им разполагат с модерно оръжие, включително картечници. Освен това сукума започват психологическа война, осквернявайки традиционните женски поли (hennewendig) по време на битка. Като отговор датога атакуват една ферма в региона Сингида, убивайки всички 48 мъже в нея. Медийното отразяване на събитията набляга основно върху вината на датога, пренебрегвайки предизвикателствата на техните неприятели.

### Последни събития
Въпреки че етническото напрежение от 80-те години на миналия век е намаляло, датога все още понасят последиците от тези събития. В продължение на почти две десетилетия на конфликти те загубват хиляди глави добитък, много от домовете им са опожарени или унищожени, много жени са били изнасилени и много мъже са били убити. Това предизвиква масова миграцията на членове на племената към по-спокойни райони. Мащабите на тази миграция са различни през годините. Едни от най-масовите преселвания са на 500 датога, заселили се в окръг Маньони и 349, които се местят в регион Мбулу.

## Бит
Племената датога са пристигнали в земите, които обитават, като пастири и животновъди. Били са номадски племена, чийто начин на хранене е бил свързан основно с млечните продукти. Постепенно са усвоили земеделието и се занимават равностойно и с двата дяла от селското стопанство. Сега голяма част от селскостопанските земи се засаждат основно с царевица, а понякога, по рядко – с боб и просо. Имат големи стада главно от кози, овце и магарета и по-малко домашни птици. Говедата са в по-незначителни количества. Месото, мазнините, кръвта, млякото, рогата, сухожилията и говеждата тор на всяко животно се ползват както в ежедневието, така и за обредни цели. Малко от членове на племето разполагат с големи ферми, някои притежават малки парчета земя, но най-голямата част нямат никаква собственост. В някои общини датога разчитат на полу-номадско пастирство, докато другаде залагат до голяма степен на уседналия начин на живот с развитие на интензивно селско стопанство.
Липсата на инфраструктура в много от областите, обитавани от полу-номадските датога, липсата на медицински и ветеринарни грижи, директно влияят на влошеното здраве както на хората, така и на животните. Общото здраве в племената е лошо в сравнение с другите групи в областта. Характеризира се с високо ниво на детската смъртност, слаб растеж поради ниското качество на храненето и увеличаване на разпространението на инфекциозни заболявания. Много от тези, които живеят в селските райони, все още разчитат за снабдяване с питейна вода на плитки, изкопани на ръка кладенци. Нивото на ваксинации при децата и животните е ниско.
В племената датога съществуват специални кланове от лечители, разделени на три категории, когато лечителите са мъже – daremgajeega, bajuta и gijoodiga. Най-много са лечителите от първата категорията. Лечението на болните и от трите групи мъже-лечители става по сходен начин. Започва като лечителят плюе върху тялото на пациента за известен период от време, обикновено по гърба, гърдите и корема. Плюенето става през стиснати зъби и се приема като дар и молитва. То е особено важно, когато се прави от известен и добър лечител. Обикновено е комбинирано с нанасяне с бавни, масажиращи движения по тялото на смес от билки и животинска мазнина. В същото време лечителят произнася и молитви за благодат и изцеление. Лечителите ползват богат асортимент от мазила – продукти от домашни животни като крави, биволи, кози и овце. Допълнително се практикува поемане от пациента на тлъста супа със или без месо, частично или цялостно намазване на тялото с мляко, масло или кръв в комбинация с одрана животинска кожа, тор или урина. Друга практика е правенето на резки по тялото или прогарянето на части от него. Тези лечителски практики оставят множество белези по телата на пациентите. Понякога лечителите налагат и карантина на болните, в зависимост от заболяването им.
При жените също има разделяне на лечителките по групи – gijoodiga и gichojeanda. По-важната група, чиито членове са надарени със специални лечителски умения, е първата. В нея могат да влизат само жени, чиито майки са от племето bajuta. Втората група жени са медиуми, чрез които хората могат да контактуват с духовете, да молят за помощ, да получават съвети и отговори на зададени въпроси. Връзката между тях се извършва на среднощни сеанси, когато духовете изпълзяват на гърба на медиума.
Някои от датога вече носят съвременни памучни облекла, но повечето ползват традиционните за племената дрехи с цвета на преобладаващата червеникаво-кафява почва за да се слеят по-лесно с околната среда.Облеклото на мъжете се състои от наметала и панталони, а на жените – богато декорирани с мъниста кожени поли, които носят социално и религиозно послание. Понякога носят и дрехи с по-ярки цветове с предпочитания към червения цвят. Накитите на жените се състоят от мънистени нанизи, месингови колиета и месингови гривни в големи количества, стигащи почти до лактите. Отворите на ушите и обеците са с големи размери. Особено характерни и за двата пола са татуираните концентричните кръгове около двете очи.
Датога са приемани от останалите танзанийски племена и народи като примитивни и изостанали, защото се противопоставят на образованието и развитието по общоприетите стандарти. Живеят с много нисък стандарт на хигиената, поради което смъртността и особено детската смъртност са доста по-високи от средните за страната.

## Обществени отношения
Датога са свързани помежду си от редица сложни общоприети правила и религиозни схващания. Клановата принадлежност е еднакво важна както за мъжете, така и за жените. Управлението на всяко племе се осъществява от съвета на старейшините. Първичният социален контрол се извършва от цялото племе, което демонстрира отношението си към дадена постъпка. Често се организират т.нар. „съседски срещи“, на които се събират само мъжете от клана. Провеждат се още „младежки срещи“ и „срещи на омъжените жени“, при които се разглеждат проблемите на съответната група. В по-тежки случаи старейшините могат да налагат глоби, или проклятия.
При датога съществуват строги войнски традиции. В социалния и политически живот доминираща е ролята на мъжете. Това са горди хора и свирепи войни. Младите мъже е трябвало да се доказват като достойни членове на обществото като убият „враг на народа“. Този термин включва всяко човешко същество, което не принадлежи към датога. Убийството на човек е можело да бъде заместено от унищожаването на някое от опасните диви животни като слон, лъв или бивол.
Семействата на племената са патриархални и в идеалния случай полигамни, като рангът на жените е степенуван възходящо по реда на сключването на брак. Задължително за мъжете е да се женят за жени извън клана, към който принадлежат. Понякога си взимат жени от съседното племе ираку, особено в окръг Мбулу. При този тип брак мъжът получава достъп до пасищата на ираку и допълнителни глави добитък, затова не са редки случаите, когато мъжете се стремят да имат поне една жена от това племе. Семейството се състои от един мъж, няколко съпруги с техните деца и много често – майката на съпруга. Раждаемостта е по-висока, отколкото при други пастирски племена, но не достига нивата, характерни за съседните земеделски народи. Забелязва се доста добре изразена сезонност, повишена през дъждовните сезони. В настоящето семействата стават все по-малобройни, като броят на жените се ограничава. Това важи особено в областите, където датога продължат да разчитат в значителна степен на пастирска дейност. Промяната в състава на домакинствата става все по-осезателна, което се дължи на промяната в трудовата дейност. Все повече мъже се женят само за една жена, мигрират за да търсят по-доходна работа, а жената остава вкъщи като глава на семейството.
Жилищата са ниски, изградени обикновено от дебели клони, а плоските им покриви са покрити с подръчни материали – сено, клони, а в съвремието и найлони. Отделя се една колиба за мъжа и по една за всяка от жените и техните деца. Най-голямата част от постройките са предназначени за селскостопанските животни. Всички те са изградени в полукръг и защитени с ограда от клони.
Погребенията се извършват с тържествени и продължителни церемонии, които в някои случаи могат да продължат и цяла година. При тържествени поводи мъжете пият бира, смесена с мед като ритуална напитка.

## Религия
Датога се придържат към традиционни анималистични вярвания и ритуали. Техните прародители заемат особено място в религията им, дълбоко уважавани са, но в същото време предизвикват и известен страх. Практикуват гадаенето и магьосничеството. Често се отправят молитви за дъжд, като разрешение на най-различни битови проблеми.
Главният бог в митологията на датога е Асита. Той е андрогенна сила с присъща доброта и голям съзидателен потенциал. Контактът между човешките същества и него става посредством мъжки или женски духове, наричани минг'га. Тези духове са много по-близки до хората, с които живеят, отколкото до Асита. Богът и духовете могат отчасти да бъдат задържани близо до племето като бъдат оженени за жени датога, наричани „жените с кожените поли“. Това се осъществява чрез многократния ритуал ghadoweeda (хора, търсещи блаженство), ритуал залегнал дълбоко в традициите на племената.
Племената са много устойчиви на нахлуването на чужди религии като християнство и ислям.

## Образование
Въпреки някои скорошни опити за подобряване на образованието между датога, грамотността при тях е изключително ниска. Само 1% са грамотни и само около 5% говорят суахили. Този език е по-разпространен между мъжете, от една страна поради неравенството на половете в образованието, а от друг поради факта, че голямата част от търговските контакти се извършва от тях. Продажбата на животни и други търговски дейности изискват знаенето на суахили. Въпреки че процентът на образование сред децата се увеличава, той все още е изключително нисък. Много от селските семейства разчитат на по-малките деца като пастири, а и живеят далече от организираните учебни занимания. Все още датога изпитват сериозно недоверие към правителството на страната и това отблъсква част от тях от образователните процеси.

## Здравеопазване
По отношение на здравеопазването се наблюдават сериозни различия между датога и съседните племена. Датога показват по-високи нива на туберкулоза, бруцелоза и други инфекциозни заболявания. Висок е и процентът на анемии и болести, причинявани от недохранване и дефицит на микроелементи. Разпространението на тревожност и депресия е също по-широко в сравнение с техните съседи. Причините в различията на психичното здраве не са напълно изяснени, но се предполага, че са свързани с непрекъснатия стрес от продоволствената несигурност, недостига на земя, структурните неравенства, както и други важни аспекти на крайната бедност.
Процентът на СПИН е все още сравнително нисък сред племената, но редица културни практики, както и последните промени във връзките между общностите може да доведат до бърза промяна на това състояние.
Няколко организации с нестопанска цел като Farm Africa започват развитие на проекти, свързани със здравеопазването в района на ез. Маняра с цел обучение на здравни работници от общността и изграждане на язовири. Това представлява ограничена помощ в краткосрочен план, а трябва да се разрешат сериозните структурни проблеми, които формират неравнопоставеността и различията в достъпа на племената до ресурси.

## Съвременно състояние
Племената датога са останали извън политическите и културни събития в страната. През колониалния период са били встрани от проблемите на страната, поддържат епизодични отношения само с околните племена и то най-вече като воюват с тях.
Въпреки че етническото напрежение между датога и съседните племена ирамба и сукума е затихнало, много от старейшините все още помнят и разказват за насилието и загубата на човешки животи, придружили конфликтите през миналия век. Загубата на земи, добитък, смъртта на членове на семействата и принудителната миграция продължават да дават отражение върху живота на датога. Продължават правните спорове за конфискуваните земи и често законовите процедури се нарушават в тяхна вреда. През 1989 г. правителството елиминира правото им на притежание на тези от изконните им земи, които попадат в района на действие на Националната земеделска и хранителна корпорация (NAFCO). Този закон с обратна сила нарушава правата на човека, давайки право на прокуратурата да изземе земите, които обитават и на които са построени техните жилища. През същата година Комисията за човешки права отменя тези разпоредби, но правителството обезщетява племената само частично.
Основните опасения на датога са концентрирани върху социално-политическата маргинализация и недостига на ресурси, свързани със загубата на земи и селскостопански животни. През 2005 г. Африканската комисия за правата на човека приема доклад от експертна работна група за местните общности. В него се констатира, че разселването на датога в различни части на Танзания продължава. През 2007 г. племената протестират срещу завземането на техни терени за паша в окръг Бабати, регион Маняра. Протестите довеждат до ареста на 14 души под претекст, че нарушават политиката на правителството за насърчаване на чуждестранните инвестиции. По-късно те са освободени без предявени обвинения, но ситуацията и до днес не е разрешена. През 2008 г. доклад на Международната работна група за местните проблеми (IWGIA) разкрива, че между май 2006 и май 2007 г. голям брой пастири от племената датога и сукума са били изгонени от равнините в окръг Мбарали. Групата изчислява, че повече от 400 семейства и над 300 000 животни са били преместени, като при това голяма част от животните са измрели или са били изгубени. В доклада се описват редица нарушения на човешките права по време на това изселване, включително кражби на животни, налагане на неоснователни глоби, изнудване, изтезания и насилствено разделяне на семейства. Тези данни са представени на президента на Танзания през юни 2007 г., но засегнатите семейства не са били обезщетени и много от тях са в бедстващо положение. Обществото за опазване на дивата природа им предоставя помощ по една от своите програми, но това съвсем не е достатъчно.
Датога не са толкова добре познати, както някои от другите етнически групи в Танзания, но тяхната популярност се е увеличила през последните години. Получават местно и международно вниманието от медиите, свързано с туризма в северната част на страната. Културният туризъм в земите на датога се развива, а това е довело до увеличаване на процента на алкохолизъм между тях в областите, в които има постоянно туристическо присъствие.